# Typhlocyba ficaria
Typhlocyba ficaria är en insektsart som beskrevs av Géza Horváth 1897. Typhlocyba ficaria ingår i släktet Typhlocyba och familjen dvärgstritar. Inga underarter finns listade i Catalogue of Life.